# Глухой альвеолярный взрывной согласный
Глухо́й альвеолярный взрывно́й согла́сный — согласный звук, одна из трёх основных разновидностей глухого переднеязычного взрывного согласного. В международном фонетическом алфавите обозначается символом ⟨t⟩. Альвеолярный (надзубной) [t] образуется соприкосновением с альвеолами кончика языка (апикальные) и всем плоским концом языка (ламинальные) без участия в артикуляции голосовых связок (глухой).
Также различают глухие переднеязычные взрывные согласные зубного, зубно-альвеолярного и постальвеолярного образования.
В фонологической системе русского языка глухой альвеолярный взрывной отсутствует. Для русского литературного языка характерно наличие глухого зубного взрывного согласного.

## Примеры
| Абхазский   | тфы   | МФА: [tfə]о файле | «пять»    | |
| Английский  | tick  | [tʰɪk]            | «тиканье» | |
| Бенгальский | টাকা    | [t̠aka]            | «така»    | Альвеолярный в восточных диалектах, апикальный постальвеолярный — в западных (Фонология бенгальского языка) |
| Финский     | parta | [ˈpɑrtɑ]          | «борода»  | аллофон звонкого зубного взрывного                                                                          |
| Чувашский   | ут    | [ut]              | «конь»    | |